# Bucznik (województwo pomorskie)
Bucznik (niem. Buchwalde, dawn. Bukowo) – wieś w Polsce położona w województwie pomorskim, w powiecie sztumskim, w gminie Stary Dzierzgoń.
W latach 1975–1998 miejscowość administracyjnie należała do województwa elbląskiego.
W roku 1973 jako wieś Bucznik należał do powiatu morąskiego, gmina i poczta Stary Dzierzgoń. W latach 1945–46 miejscowość nosiła nazwę Bukowo.
Wieś szkatułowa założona w 1703 r., na terenach leśnych dawnej Puszczy Pruskiej. Andrzej Grzegorzewski (Gregorowsky) z Gorynia w powiecie iławskim - zasadźca - otrzymał około 17 włok nieużytków leśnych na prawie chełmińskim, w celu założenia wsi czynszowej. Osiedliło się tu 14 chłopów, którzy otrzymali po 5-6 włók. W tym czasie uprawiano tu grykę, żyto, jęczmień i owies. W 1782 r. we wsi było 26 domów ("dymów"), w 1858 45 domów z 301 mieszkańcami. W tym czasie do wsi należało 20 włók. W roku 1905 wieś liczyła 69 gospodarstw domowych oraz 196 mieszkańców. W 1939 r. było we wsi 75 gospodarstw domowych i 252 mieszkańców.
Jednoklasowa szkoła powstała nie później niż w pierwszej połowie XVIII w. Istniała do 1945 r. 
W pobliżu wsi położone jest jezioro Gębin.
Kolonia - Mały Bucznik (Abbau Buchwalde) - w 1905 licząca 13 mieszkańców.